# Celia Diemkoudre
Celia Diemkoudre (sinh 30 tháng 7, 1992) là một vận động viên bóng chuyền nữ người Hà Lan. Cô là một phần của đội bóng chuyền quốc gia phụ nữ Hà Lan.
Cô đã tham gia Giải bóng chuyền thế giới FIVB 2014. Ở cấp độ câu lạc bộ, cô chơi cho Sliedrecht Sport vào năm 2014.

## Đời sống
Diemkoudre sinh ra ở Niger, là con gái của Alidou Diemkoudre đến từ Niger và nhân viên cứu trợ người Hà Lan, Sylvia Dorland. Gia đình cô chuyển đến Hà Lan vào năm 2001.